# Stjepan Šulek
Stjepan Šulek (ur. 5 sierpnia 1914 w Zagrzebiu, zm. 16 stycznia 1986 tamże) – chorwacki kompozytor, dyrygent i skrzypek.

## Życiorys
Ukończył konserwatorium w Zagrzebiu, gdzie był uczniem Vaclava Humla. W zakresie kompozycji był w dużej mierze samoukiem. Dyrygował orkiestrą radia zagrzebskiego, z którą koncertował w licznych krajach europejskich. Od 1945 roku był profesorem kompozycji w Akademii Muzycznej w Zagrzebiu.

## Twórczość
W swojej twórczości nawiązywał do wzorców romantycznych. Skomponował m.in. 6 symfonii (1944, 1946, 1948, 1954, 1963, 1966), Scientiae et arti na orkiestrę (1966), 4 koncerty fortepianowe (1949, 1951, 1963, 1970), Koncert wiolonczelowy (1950), Koncert skrzypcowy (1951), Koncert na fagot (1958), Koncert na altówkę (1959), Koncert na klarnet (1967), Koncert na róg (1972), Koncert organowy (1974), kantatę Zadnji Adam (1964), opery Koriolan (wyst. Zagrzeb 1958) i Oluja (wyst. Zagrzeb 1969) do librett na podstawie sztuk Williama Shakespeare’a. 